# DOK Dwingeloo
DOK Dwingeloo (DOK staat voor Door Oefening Kampioen) is een volleybalvereniging uit Dwingeloo. 